# 휘프 스테번스
후베르투스 "휘프" 요제프 마르가레타 스테번스 (Hubertus "Huub" Jozef Margaretha Stevens, 1953년 11월 29일 시타르트 ~)는 네덜란드의 축구 감독이자, 전 수비수이다.

## 선수 경력
현역 시절, 그는 포르튀나 시타르트와 PSV 에인트호번 선수로 활동하였다. 그가 PSV 선수로 뛰던 시절 클럽은 에레디비시를 3차례 우승하였고, 네덜란드 컵 우승을 1회, 1978년에 UEFA 컵 우승 1회를 하였다. 그는 네덜란드 축구 국가대표팀 일원으로 18경기 출장하여, 1득점을 기록하였다.

## 감독 경력
PSV에서 유망주 육성에 힘쓰던 그는, 여러 선수를 육성하고 닉 테슬로프와 같은 감독을 도왔으며, 1993년에 케르크라더의 로다 JC의 지휘봉을 맡아 감독직을 시작하였다. 1996년에서 2002년까지 슈테벤스는 FC 샬케 04의 감독을 맡았고, 1997년에 UEFA 컵을, 2001년, 2002년에 DFB-포칼 우승을 경험하였다. 그 후, 그는 헤르타 BSC 베를린의 감독직을 맡았지만, 성적 부진을 이유로 2003년 12월 4일에 경질되었다. 그 후 2004년 6월 13일부터 2005년 5월 22일까지 1. FC 쾰른의 감독직을 맡았다. 슈테벤스의 지도하에, 1. FC 쾰른은 2. 푸스볼-분데스리가를 우승하여 1. 푸스볼-분데스리가로 승격되었다. 2005년 5월, 슈테벤스는 감독 생활을 시작하였던 로다 JC로 복귀하였다.
2007년 2월 2일, 그는 푸스볼-분데스리가로 돌아와, 성적부진을 이유로 토마스 돌을 경질한 함부르거 SV의 새 감독이 되었다. 슈테벤스가 취임할 당시, 함부르크 강등권에 있었다. 그가 취임한 이후 성적이 가파르게 상승하여 강등을 면함은 물론이며, 리그 7위로 마감하여 2007년 UEFA 인터토토컵 진출권을 획득하였다.
슈테벤스는 HSV와의 계약이 2007-08 시즌을 끝으로 마감함에 따라, 공석인 PSV 에인트호번을 맡았다. 그는 에인트호벤과 2년 계약을 맺었다. 그러나, 2009년 1월, PSV를 떠났고, 2009년 4월 21일에 FC 레드 불 잘츠부르크와 계약하였다. 이 계약으로, 2009년 7월 1일부터 잘츠부르크 감독이 되었다.
2010년 2월 9일, 슈테벤스는 2012년까지 잘츠부르크와 연장계약 하였으나, 2011년 4월 8일에 경질되었다.
2011년 9월 27일, FC 샬케 04는 랄프 랑니크가 건강상 이유로 사임하자, 그를 새 감독으로 내정하였다.
2012년 12월 16일, 샬케 04는 그를 경질하였다.

## 경력

### 선수
- 에레디비시 : 1975–76, 1977–78, 1985–86
- KNVB컵 : 1975–76
- UEFA컵 : 1977–78

### 감독
- DFB 포칼 : 2000–01, 2001–02
- DFB 리가포칼 : 2002
- 2. 분데스리가 : 2004-05
- UEFA컵 : 1996-97
- UEFA 인터토토컵 : 2007
- 네덜란드 슈퍼컵 : 2008
- 오스트리아 리그 : 2009-10